# Higher Ground (Fernsehserie)

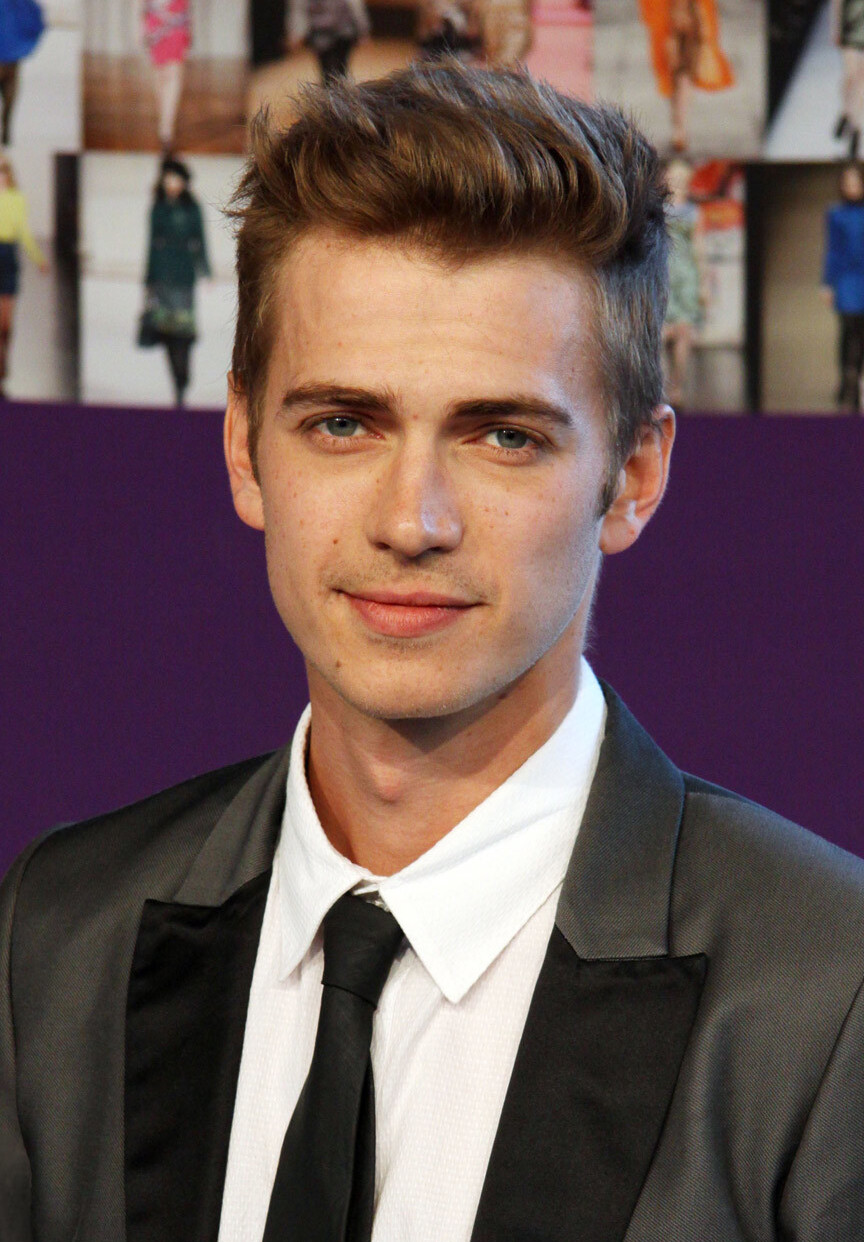
Hayden Christensen spielt Scott Barringer

Higher Ground ist eine US-amerikanisch-kanadische Fernsehserie aus dem Jahr 2000. Sie handelt von dem 17-jährigen Scott Barringer, der auf eine abseits gelegene High School geschickt wird, um seine Drogenabhängigkeit zu bekämpfen. Die Hauptrollen spielen Hayden Christensen und Joe Lando. Die in Kanada gedrehte Serie erhielt gute Kritiken. Wegen des Senderverkaufs wurde die Serie nach einer Staffel mit insgesamt 22 Folgen eingestellt.

## Handlung
Der 17-jährige Scott Barringer wird von seinen Eltern auf die abseits gelegene Mountain Horizon High School geschickt. In der privaten Einrichtung werden ausschließlich Jugendliche unterrichtet, die Probleme mit Alkohol oder Drogen haben, oder die wie Scott sexuell missbraucht wurden. Nach anfänglichen Schwierigkeiten mit den Internatsvorschriften und dem Schulleiter Scarbrow gewinnt Scott langsam Vertrauen und – für den Einzelgänger etwas Neues – Freunde.

## Hintergrund
Die Serie wurde in einem Tal außerhalb von Vancouver in Kanada gedreht. Die Vorproduktion der Serie begann am 15. April 1999. Der ursprüngliche Name der Serie war Cliffhangers. Die Dreharbeiten begannen im August 1999.
Um die Kosten zu senken, nutzen die Produzenten das Steueranreizprogramme der kanadischen und britischen Regierung. Das Programm erforderte, dass der Großteil der Produktionskosten, einschließlich der Gehälter, in Kanada ausgegeben werden. Obwohl alle Drehbücher von US-amerikanischen Autoren geschrieben worden, wurden alle Folgen von Kanadiern gedreht, und fast alle Darsteller und Crewmitglieder waren Kanadier. Darüber hinaus wurde die Serie vollständig vor Ort gedreht, und der größte Teil der Postproduktionsarbeiten wurden auch dort durchgeführt. 2015 wurde die Serie über Amazon und iTunes per digitalem Download veröffentlicht.

## Besetzung und Synchronisation
Die deutsche Synchronisation entstand erst 2004 in Berlin. Die Dialogregie führte Oliver Feld.
| Rolle                    | Darsteller          | Hauptrolle | Nebenrolle                  | Synchronsprecher   |
| ------------------------ | ------------------- | ---------- | --------------------------- | ------------------ |
| Scott Barringer          | Hayden Christensen  | 1.01–1.22  |                             | Robin Kahnmeyer    |
| Peter Scarbrow           | Joe Lando           | 1.01–1.22  |                             | Bernd Vollbrecht   |
| Shelby Merrick           | A. J. Cook          | 1.01–1.22  |                             | Sonja Spuhl        |
| Katherine Ann Cabot      | Kandyse McClure     | 1.01–1.22  |                             | Stephanie Kellner  |
| Augusto „Auggie“ Ciceros | Jorgito Vargas, Jr. | 1.01–1.22  |                             | Julien Haggège     |
| Juliette Waybourne       | Meghan Ory          | 1.01–1.22  |                             | Giuliana Jakobeit  |
| Ezra Friedkin            | Kyle Downes         | 1.01–1.22  |                             | Marcel Collé       |
| Daisy Lipenowski         | Jewel Staite        | 1.05–1.22  |                             | Ilona Otto         |
| Hannah Barnes            | Deborah Odell       |            | 1.01–1.03, 1.05, 1.09       | Ulrike Stürzbecher |
| Frank Markasian          | Jim Byrnes          |            | 1.01–1.03, 1.05, 1.09       | Freimut Götsch     |
| Jeff                     | Dmitry Chepovetsky  |            | 1.01–1.06, 1.11             | Oliver Feld        |
| Sophie Becker            | Anne Marie Loder    |            | 1.02–1.22                   | Andrea Aust        |
| Martin Barringer         | Garwin Sanford      |            | 1.01, 1.08, 1.10, 1.21–1.22 | Erich Räuker       |
| Elaine Barringer         | Emmanuelle Vaugier  |            | 1.01, 1.08–1.10             | Peggy Sander       |

## Episodenliste
| Nr. (ges.) | Nr. (St.) | Deutscher Titel            | Originaltitel                | Erstausstrahlung USA | Deutschsprachige Erstausstrahlung (D) |
| ---------- | --------- | -------------------------- | ---------------------------- | -------------------- | ------------------------------------- |
| 1          | 1         | Fluchtversuch              | Scott Free                   | 14. Jan. 2000        | 2. Jan. 2005                          |
| 2          | 2         | Schatten der Vergangenheit | Babes in Arms                | 21. Jan. 2000        | 9. Jan. 2005                          |
| 3          | 3         | Vater und Sohn             | Walking the Line             | 28. Jan. 2000        | 16. Jan. 2005                         |
| 4          | 4         | Teamgeist                  | Our Strongest Link           | 4. Feb. 2000         | 23. Jan. 2005                         |
| 5          | 5         | Was bleibt                 | What Remains                 | 11. Feb. 2000        | 30. Jan. 2005                         |
| 6          | 6         | Konsequenzen               | Crossroads                   | 18. Feb. 2000        | 6. Feb. 2005                          |
| 7          | 7         | Zwei Welten                | World Apart                  | 25. Feb. 2000        | 13. Feb. 2005                         |
| 8          | 8         | Schuldgefühle              | Seductions                   | 3. März 2000         | 20. Feb. 2005                         |
| 9          | 9         | Hope Falles                | Hope Falles                  | 10. März 2000        | 27. Feb. 2005                         |
| 10         | 10        | Stunde der Wahrheit        | Close Encounters             | 17. März 2000        | 5. März 2000                          |
| 11         | 11        | Zurück ins Leben           | Best Behaviour               | 31. März 2000        | 12. März 2000                         |
| 12         | 12        | Einsichten                 | Wherefore Art Thou           | 7. Apr. 2000         | 19. März 2000                         |
| 13         | 13        | Der Sohn des Generals      | Attention Deficit            | 14. Apr. 2000        | 26. März 2000                         |
| 14         | 14        | Werbung                    | The Kids Stay in the Picture | 21. Apr. 2000        | 29. Mai 2005                          |
| 15         | 15        | Eingeschlichen             | Exposed                      | 28. Apr. 2000        | 5. Juni 2005                          |
| 16         | 16        | Kindheit                   | Innocence                    | 5. Mai 2000          | 12. Juni 2005                         |
| 17         | 17        | Frankenstein               | Daised and Confused          | 12. Mai 2000         | 19. Juni 2005                         |
| 18         | 18        | Tage wie diese             | One of Those Days            | 19. Mai 2000         | 26. Juni 2005                         |
| 19         | 19        | Weil er da ist             | Because It’s There           | 26. Mai 2000         | 3. Juli 2005                          |
| 20         | 20        | Rückfall                   | Falling Up                   | 3. Juni 2000         | 10. Juli 2005                         |
| 21         | 21        | Selbstzweifel              | Mended Fences                | 9. Juni 2000         | 17. Juli 2005                         |
| 22         | 22        | Weil ich dich liebe        | Because I Love You           | 16. Juni 2000        | 17. Juli 2005                         |